# Lo Kwan Yee
Lo Kwan Yee (chiń. trad. 盧均宜, ur. 9 października 1984 w Hongkongu) – piłkarz z Hongkongu grający na pozycji bocznego obrońcy lub pomocnika. Od 2007 roku jest zawodnikiem klubu Kitchee SC.

## Kariera klubowa
Swoją karierę piłkarską Lo rozpoczął w Hong Kong Sports Institute. W 1997 roku podjął treningi w klubie Hong Kong Rangers. W 2000 roku zadebiutował w jego barwach w First Division z Hongkongu. W Hong Kong Rangers występował do końca sezonu 2006/2007.
W 2007 roku Lo przeszedł do klubu Kitchee SC. Wraz z Kitchee SC wywalczył sześć mistrzostw Hongkongu w sezonach 2010/2011, 2011/2012, 2013/2014, 2014/2015, 2016/2017 i 2017/2018 oraz zdobył Puchar Ligi Hongkongu w sezonie 2011/2012 i Puchar Hongkongu w 2015 roku. W sezonie 2011/2012 został uznany Piłkarzem Roku w Hongkongu. Dwukrotnie był też wybierany do Najlepszej Jedenastki Sezonu Ligi Hongkongu (w sezonach 2010/2011 i 2011/2012).
| Sezon   | Klub              | Kraj     | Rozgrywki      | Mecze | Bramki |
| ------- | ----------------- | -------- | -------------- | ----- | ------ |
| 2000/01 | Hong Kong Rangers | Hongkong | First Division | 26    | 1      |
| 2001/02 | Hong Kong Rangers | Hongkong | First Division | 5     | 0      |
| 2002/03 | Hong Kong Rangers | Hongkong | First Division | 23    | 2      |
| 2003/04 | Hong Kong Rangers | Hongkong | First Division | 24    | 6      |
| 2004/05 | Hong Kong Rangers | Hongkong | First Division | 20    | 3      |
| 2005/06 | Hong Kong Rangers | Hongkong | First Division | 17    | 2      |
| 2006/07 | Hong Kong Rangers | Hongkong | First Division | 22    | 1      |
| 2007/08 | Kitchee SC        | Hongkong | First Division | 21    | 3      |
| 2008/09 | Kitchee SC        | Hongkong | First Division | 21    | 3      |
| 2009/10 | Kitchee SC        | Hongkong | First Division | 18    | 2      |
| 2010/11 | Kitchee SC        | Hongkong | First Division | 16    | 3      |
| 2011/12 | Kitchee SC        | Hongkong | First Division | 18    | 1      |
| 2012/13 | Kitchee SC        | Hongkong | First Division | 16    | 2      |
| 2013/14 | Kitchee SC        | Hongkong | First Division | 16    | 0      |
| 2014/15 | Kitchee SC        | Hongkong | Premier League | 15    | 1      |
| 2015/16 | Kitchee SC        | Hongkong | Premier League | 12    | 0      |
| 2016/17 | Kitchee SC        | Hongkong | Premier League | 17    | 1      |
| 2017/18 | Kitchee SC        | Hongkong | Premier League | 7     | 2      |

## Kariera reprezentacyjna
W reprezentacji Hongkongu Lo zadebiutował 19 czerwca 2007 roku w zremisowanym 1:1 meczu Mistrzostw Azji Wschodniej z Chińskim Tajpej. W swojej karierze grał też m.in. na Igrzyskach Azjatyckich 2002, Igrzyskach Azjatyckich 2005, Igrzyskach Azjatyckich 2006 i Igrzyskach Azjatyckich 2010.